# Johann Pflugbeil
Johann Pflugbeil (* 24. August 1882 in Hütten bei Königstein; † 21. Oktober 1951 in Stuttgart-Degerloch) war ein deutscher Generalleutnant im Zweiten Weltkrieg.

## Leben

### Militärlaufbahn
Johann Pflugbeil trat 1904 in die Sächsische Armee ein und diente im 15. Infanterie-Regiment Nr. 181. Er war während des Ersten Weltkriegs von 1914 bis 1918 Kompaniechef und Bataillonskommandeur an der Ostfront und wurde am 3. November 1918 mit dem Kommandeurkreuz II. Klasse des Militär-St.-Heinrichs-Ordens beliehen. Zuvor hatte er beide Klassen des Eisernen Kreuzes erhalten.
Nach Ende des Krieges wurde er 1920 in die Reichswehr übernommen, stieg 1933 als Oberst zum Kommandeur des Infanterie-Regiments 10 auf und avancierte 1936 zum Generalmajor. 1937 war er Landwehr-Kommandeur Breslaus und war 1938 nach 34. Dienstjahren aus dem Militärdienst ausgeschieden.
1939 wurde er aber wieder für den aktiven Militärdienst reaktiviert. Vom 26. August 1939 über den Beginn des Zweiten Weltkriegs bis zum 5. Juli 1942 führte Pflugbeil, seit 1. Oktober 1939 Generalleutnant, die neu aufgestellte 221. Infanterie-Division, später in 221. Sicherungs-Division umbenannt. Trotz der bekannten Mängel der Division tat Pflugbeil nichts dagegen, dass der Verband im verlustreichen Partisanenkrieg eingesetzt wurde. Ihm traute man wohl nicht nur aufgrund des Alters nicht mehr zu, einen Kampfverband zu kommandieren, sodass er bis Kriegsende weder weiter befördert wurde noch ein ernsthaftes Kommando übernehmen konnte. Dennoch wurde er am 11. April 1942 mit dem Deutschen Kreuz ausgezeichnet. Von der Aufstellung im September 1942 bis Kriegsende war er Kommandeur der 388. Feldausbildungs-Division. Gleichzeitig wurde er in der Zeit Kampfkommandant von Mitau und erhielt für seine Tätigkeiten in dieser Position am 12. August 1944 das Ritterkreuz des Eisernen Kreuzes.

### Kriegsverbrechen
Pflugbeil wurde in Zusammenhang mit den Kriegsverbrechen in Bialystok im Juni 1941 gebracht, da die von ihm damals kommandierte Division in diesem Gebiet eingesetzt war und er die Befehle für die Behandlung der Zivilbevölkerung herausgegeben hatte, welche Grundlage für die Ausschreitungen wurden. Er beklagte sich zwar über die Vorfälle, ließ das Polizei-Regiment aber gewähren. So wird berichtet, dass als einige Juden in Todesangst um ihr Leben baten, ein Polizist vor den Augen von Pflugbeil auf diese urinierte und Pflugbeil sich nur abwandte und ging! Anschließend versuchte er im Kriegstagebuch die Exzesse zu vertuschen, bescheinigte den Einheiten seine „vollste Anerkennung“ und verlieh sogar Orden für das Kriegsverbrechen. So ließ er auch festhalten, dass die Synagoge in Bialystok in Brand geriet, nicht weil sie angezündet wurde, sondern weil sie in Brand geschossen wurde, weil aus ihr geschossen wurde. Im Białystok-Prozess war er posthum 1968 im Urteil Benannter.
Der General der Flieger Curt Pflugbeil war der Bruder von Johann Pflugbeil.